# Maurice Voigt
Maurice Voigt (8 de septiembre de 2000) es un deportista de Alemania que compite en atletismo. Ganó una medalla de bronce en el Campeonato Mundial de Atletismo Sub-20 de 2018, en la prueba de lanzamiento de jabalina.